# Sillago macrolepis
Sillago macrolepis is een straalvinnige vissensoort uit de familie van witte baarzen (Sillaginidae). De wetenschappelijke naam van de soort is voor het eerst geldig gepubliceerd in 1859 door Pieter Bleeker.